# Georg Graf
Georg Graf (ur. 15 marca 1875, zm. 18 sierpnia 1955 w Dillingen an der Donau) – niemiecki orientalista zajmujący się arabistyką chrześcijańską.

## Życiorys
Po święceniach kapłańskich (1898) pracował w duszpasterstwie do 1930 r. W 1930 został mianowany profesorem honorowym literatury chrześcijańskiego Wschodu na wydziale teologicznym Uniwersytetu w Monachium. Był długoletnim wydawcą "Oriens Christianus". Założyciel i pierwszy kierownik "Corpus Scriptorum Christianorum Orientalium" (od 1903). Jego największym dziełem jest pięciotomowa historia arabskiej literatury chrześcijańskiej. 

## Wybrane publikacje
- Geschichte der christlichen arabischen Literatur, t. 1-5, Città del Vaticano: Biblioteca Apostolica Vaticana 1944–1953.
- Die christlich-arabische Literatur: bis zur fränkischen Zeit (Ende des 11. Jahrhunderts); eine literarhistorische Skizze, Freiburg im Breisgau: Herder 1905 (Strassburger theologische Studien; 7,1).
- Georg Graf; christlicher Orient und schwäbische Heimat ; kleine Schriften ; anläßlich des 50. Todestages des Verfassers, neu hrsg. und eingel. von Hubert Kaufhold, Würzburg: Ergon 2005 [Beiruter Texte und Studien; 107].